# ルノーのエンジン型式一覧
ルノーのエンジン型式一覧では、ルノーの市販車用エンジンを一覧でまとめた。なお、1980年代中頃まではエンジンの型式が数字のみで、それ以降はアルファベットを含めた英数字で命名されている。尚、傘下のルノーサムスンや日産自動車、ダチア、メルセデス・ベンツにおいても一部のエンジンについては同様の型式が適用される。

## 命名規則

### 数字のみ
1980年代まで用いられた数字のみの名称は開発年月順に命名されている

### 英数字の命名規則
1980年代半ばからは全てXnY（X,Y: アルファベット、n: 数字）というように命名されている
- X - エンジンの系列
- n - エンジンの種類

1. シングルバレルキャブレター、パラレルバルブ（OHVの場合が多い）ガソリンエンジン
2. 2バレルキャブレター、パラレルバルブガソリンエンジン
3. シングルポイントフュールインジェクションまたはマルチポイントフュールインジェクション、パラレルバルブガソリンエンジン
4. 1気筒につき4バルブを装備するガソリンエンジン
5. シングルバレルキャブレター、クロスフロー方式バルブレイアウトガソリンエンジン（ガソリン直噴エンジンのF型を含む）
6. 2バレルキャブレター、クロスフロー方式バルブレイアウトガソリンエンジン
7. 半球型燃焼室、マルチポイントフュールインジェクションで、1気筒につき4バルブを装備するガソリンエンジン（初期F型の16バルブを含む）
8. 副室式ディーゼルエンジン
9. 直噴ディーゼルエンジン

- Y - 排気量
  - A  - 750cc未満
  - B-U - 750-2250cc
  - V-Z - 2250cc超

## 型式一覧

### A
1965年登場のルノー・16用に設計されたオールアルミニウムの直4OHVエンジン。
- A1K: 1,470 cc
- A1L: 1,565-1,605 cc
- A2M/A3M: 1,647 cc

### B
1946年登場のルノー・4CV用に設計された鋳鉄の直4OHV 3ベアリング・エンジン。「B」は生産工場であるビアンクールの頭文字であり別名ビアンクール・エンジンとも呼ばれる。ルノー・ドーフィン、ルノー・4にも搭載された。
- (英数字コードなし): 748 cc
- (英数字コードなし): 782 cc
- B1B: 845 cc

### B (2016年-)
2016年にダシア・サンデロを皮切りに採用が始まった新生B型ガソリン・エンジン。NMKVが日本の軽自動車規格に合わようこのエンジンをベースにボアダウンさせて開発したのがNMKV・BR06エンジンである。
- B4A 2016年-: 799 cc 3気筒 ルノー・クウィッド他
- B4D 2016年-: 999 cc 3気筒  71.0mm x 84.0mm (ボアxストローク) ルノー・クウィッド、ルノー・トゥインゴ(3代目)、ルノー・クリオ(5代目)

### C
1962年登場のルノー・8用に設計された鋳鉄の直4OHV 5ベアリング・エンジン。「C」は生産工場であるクレオンの頭文字であり初期にはシェラ・エンジンとも呼ばれた。極めて頑丈で低コストだったため改良を重ねて35年に渡って生産され、ほとんどの小型ルノー車に搭載された。
- C1C (689): 956 cc (65x72mm); 32 kW
- C1E (688): 1,108 cc (70x72mm); 28-34 kW
- C1G: 1,237 cc (71,5x77mm); 40 kW
- C3G: 1,239 cc (74x72mm); 40 kW モノポイント・インジェクション
- 810: 1,289 cc (73x77mm); 32-47 kW (英数字コードなし)
- C3J: 1,390 cc (75,8x77mm); 43 kW; モノポイント・インジェクション
- C1J/C2J (847): 1,397 cc (76x77mm); 43-52 kW NA / 77-88 kW turbo
- C6J (840): 1,397 cc (76x77mm 半球型燃焼室); 68 kW NA, 79-116 kW turbo
- C7K: 1,430 cc (76x79)

### D
1990年代半ばにC型の小さい方の後継として登場した直4SOHC鋳鉄のガソリン・エンジン。
- D4F: 1149 cc 16v 75 bhp - 2001年登場 ルノー・トゥインゴ、クリオ、ダチア・ロガン、ダチア・サンデロ、プロトン・サヴィ等に搭載された。
- D4Ft: 1149 cc 16v 100 bhp - 2007年登場 D4Fのターボチャージャー版。パワーアップに伴い内部を強化している。
- D7F: 1149 cc 8v 54 bhp - 1996年登場 2001年に57bhpにパワーアップ。

### E
1988年ルノー・19に搭載されて登場。C型の大きい方の後継で、直4SOHC 鋳鉄のガソリン・エンジン。その後ルノー・クリオ、ルノー・メガーヌ等幅広いモデルに搭載される。「E」はEnergyの略である。
- E5F/E7F: 1171 cc
- E5J/E6J/E7J: 1390 cc (E7J260型 ダチア・スーパーノヴァ、 E7J262型 ダチア・ソレンザ)
- E7M/E4M: 1598 cc

### F
1981年A型の後継として登場した直4SOHC 鋳鉄のエンジン。2000年代後半に後継のM型(ガソリン)が登場するまで長らくルノー・エンジンラインナップの中心的な存在となる。同社初のマルチバルブ(4V)エンジンとして、ルノー・19 16S(16V)に搭載され、以降2010年代後半までRS用のエンジンとしてパワーアップを繰り返していく。後継のディーゼルエンジンはR型。
- F1N/F2N/F3N: 1721 cc
- F7P: 1764 cc
- F3P: 1794 cc
- F4P: 1783 cc (F3Pの改良版)
- F3R/F4R/F7R: 1998 cc
- F5R: 1998cc 直噴ガソリンIDE
- F8Q/F9Q: 1870 cc ディーゼル

### G
1980年後半に当時提携関係にあったボルボと共同で開発された直4、直5エンジンで、ガソリンとディーゼルのモジュラー化が計画されていたが、ガソリン版はキャンセルされて、1993年にディーゼル版の生産が開始された。
- G8T/G9T: 2188 cc
- G9U: 2464 cc

### H
Hエンジンは直列3気筒または4気筒のガソリンエンジンで、シリンダー・ボアが72.2 mmの小さいタイプ(0.9Lから1.33L)と、シリンダー・ボアが78.0 mmの大きいタイプ(1.0Lから1.6L)の2種類に大別できる。小さいタイプはルノー・日産とメルセデス・ベンツの共同開発で、大きいタイプはルノー・日産の共同開発である。
- H4Jt 2008年後半- : 1397 cc 4気筒ターボ。ルノー・メガーヌ(3代目)他。最後の「t」はturboの頭文字。
- H4M 2009年04月- : 1598 cc 4気筒。ルノー・サムスン・SM3他。
- H4K 2010年03月- : 1498 cc 4気筒。ルノー・ダスター、ルノー・キャプチャー他。
- H5Ft 2012年02月- : 1197/1198 cc 4気筒直噴ターボ。ルノー・クリオ(4代目)、ルノー・キャプチャー、ルノー・カングー(2代目)、ルノー・メガーヌ(3代目)、ルノー・カジャー他。
- H4Bt 2012年5月- : 898 cc 3気筒ターボ付き。ダシア・サンデロ(2代目)、ダシア・ロガン(2代目)、ルノー・クリオ(4代目)、ルノー・トゥインゴ(3代目)、スマート・フォーツー(3代目)他。
- H4Mk 2012年09月- : 1598 cc H4Mの改良型。最後の「k」は日本語のKaizeiの頭文字。ルノー・サムスン・SM3他。
- H4D 2014年11月- : 999 cc 3気筒。ルノー・トゥインゴ(3代目)他。
- H5Ht 2018年05月-: 1332 cc 4気筒直噴ターボ。ルノー・セニック(4代目)、ルノー・キャプチャー、ルノー・メガーヌ(4代目)、日産・キャシュカイ、ルノー・カジャー、メルセデスベンツ・Aクラス(4代目)、ダシア・ダスター(2代目)、ルノーサムスン・XM3他。
- H4Dt 2020年04月- : 999 cc 3気筒ターボ。ルノー・クリオ(5代目)、日産・アルメーラ(4代目)他。

- H5Dt 2020年04月- : 999 cc 3気筒直噴ターボ。ルノー・メガーヌ(4代目)、日産・ジューク(2代目)他。

### J
- J5R/J6R/J7R
- J6T/J7T
- J8S

### K
- K4J
- K4M
- K7M
- K9K（OM607）

### L
- L7X

### M
- M9R
- M4R（MR20DE）
- M5R（MR20DD）
- M5M（MR16DDT）
- M5P
- M9T (YS23DD)

### N
- N7Q
- N7U

### P
- P9X

### S
- S8U/S9U
- S9W

### V
- V4U（VQ25DE）
- V4Y（VQ35DE）
- V9X

### X
- X1G
- X2J

### Z
- Z7U
- Z7V
- Z6W/Z7W
- Z7X